# (26799) 1979 XL
1979 أكس أل (ويعرف أيضًا باسم (26799) 1979 أكس أل وفق تسمية الكوكب الصغير) (بالإنجليزية: 1979 XL)‏ هو كويكب ضمن حزام الكويكبات؛ وترتيبه 26799 من حيث الاكتشاف.
اكتُشف هذا الجُرم الفلكي بواسطة Edgar Rangel Netto ‏ في 15 ديسمبر 1979.

## وصلات خارجية
- (26799) 1979 XL في قاعدة بيانات مختبر الدفع النفاث لأجرام النظام الشمسي الصغيرة

- الاكتشاف · مخطط المدار ·  العناصر المدارية · المعلمات المادية

- (26799) 1979 XL على موقع ويكي سكاي: DSS2, SDSS, GALEX, IRAS, Hydrogen α, X-Ray, Astrophoto, Sky Map, Articles and images